# Kandora

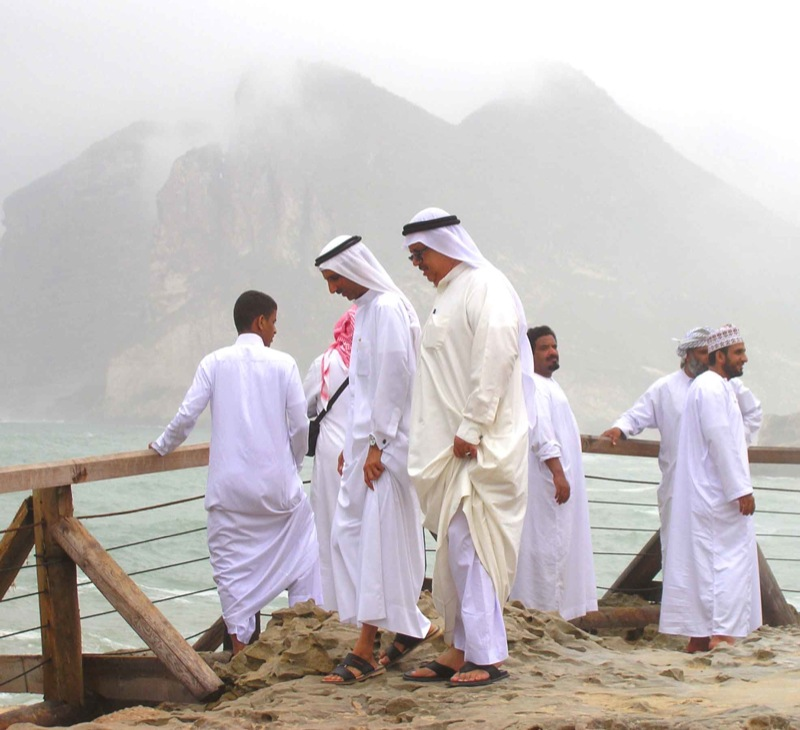
Arabische mannen in dishdasha en ghutra

Een kandora (ook kandoera of kandoora), dishdasha, thobe of qami is een lang gewaad dat traditioneel gedragen wordt door mannen in de Arabische wereld. Een typische kandora is gemaakt van meestal wit katoen of linnen en reikt tot aan de enkels en heeft lange mouwen. Het kledingstuk biedt verkoeling bij warm weer en is geschikt voor het islamitisch gebed. Onder een kandora draagt men doorgaans een sirwal, izaar, longhi of broek.
Thobe (of thowb of thawb) kan ook verwijzen naar een rijkelijk gedecoreerd en kleurrijk gewaad in verschillende stijlen dat vrouwen in de Arabische wereld dragen bij feestelijkheden.